# المرأة الإيرانية والموسيقى الفارسية

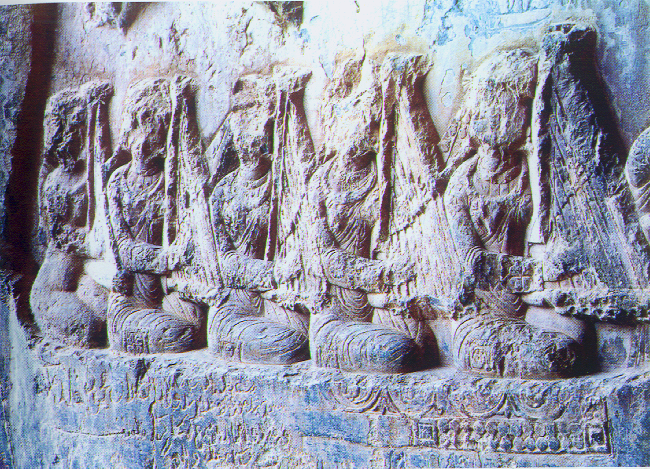

بعد الثورة الإسلامية لم يُعد يسمح للنساء في إيران بالغناء رفقة الرجال مع السماح لهنّ بتقديم أداء منفرد أو جماعي وسطَ حضور من النساء فقط فيما قد تضمّ الجوقة أحيانًا عناصرَ قليلة من الرجال. تُعدّ فاطمة واعظي إحدى أبرز مغنيات الفن الفارسي الكلاسيكي في إيران حيثُ كانت تُقيمُ حفلات غنائيّة برفقة فرقة أوركسترا من الإناث. شهرة فاطمة وموسيقاها تخطت الحدود الإيرانيّة وانتشرت على نطاق واسع في أوروبا والولايات المتحدة وكانت تُعرف هناكَ باسم باريسا (اسم فني) قائدة فرقة أوركسترا الإناث.
بعد عام 1986 برزت مريم أخوندي وهي مغنيّة كلاسيكية أخرى من طهران بدأت العمل مع موسيقيين آخرين في المنفى. غنّت مريم في ألمانيا وفي معظم الدول الاسكندنافية كما أسّست فرقة بارباد لإحياء التراث الإيراني القديم من خِلال القيام بجولات في جميع أنحاء أوروبا في السنوات الماضية. بحلول عام 2000 عملت مريم على تأسيس مجموعة كابيلا التي قامت على مدى سنوات بجمع الأغاني الشعبية القديمة بما في ذلك تلكَ النادرة أو تلكَ التي كانت تُغنّى في الحقول وخِلال الاحتفالات الخاصّة. أعادت مريم الحياة إلى ذاك النوع الموسيقي مرة أخرى فضلًا عن تعليمها لعددٍ من الطلاب والطالبات الأخريات.

## الموسيقى الفارسيّة الكلاسيكية
يُعتقد على نطاقٍ واسع أنّ قمر الملوك وزيري هي أول سيدة تُخرج الموسيقى الفارسيّة الكلاسيكية للعلن من خِلال استحداثها وإضافة أنماط جديدة عليها حتى حضيت بسمعة إيجابية وسطَ باقي الأنواع الموسيقيّة في إيران. إلى جانبٍ قمر؛ هناك مغنيات أخريات قدمنَ الكثير لهذا اللون الشعبي بما في ذلك مريم أخوندي مؤسسة فرقة بارباد، عرفة أتراي وهي موسيقارة وكاتبة، سوزان مطلوبي التي تُلقبّ أحيانًا بسيدة الموسيقى الكلاسيكية الفارسيّة، فاطمة واعظي والمعروفة أكثر باسمِ باريسا، مسوميح مهر علي، سوزان أسلاني، سيمين غانم، أفسانه راسائي وماهسا فاهدات

## موسيقى الفلكلور
برزت عددٌ من المغنيات في هذا اللون لعلّ أبرزهنّ:
- باري طهران
- سيما بينا
- دريا دادور
- ميترا رهبر
- مونيكا جليلي
- زيبا شيرازي
- زهرة جويا
- شوشا غوبي

## السمفونية الفارسية
في هذا اللون؛ برز اسمان وهما:
- ليلى أفشار (عازف جيتار معروفة)
- أفارين المنصوري (ملحنة)

## الموسيقى الشعبية
برزت عدد من الأسماء النسويّة في مجال الموسيقى الشعبية في إيران ويُعدّ علي تجويدي أحد أبرز الأسماء في هذا المجال وقد أشرفَ شخصيًا على كثير منَ الطالبات اللاتي صرنَ في وقتٍ لاحق نجمات هذا الفن:
- كوكوش
- هايده
- ماهاستي
- ليلى فروهار
- مارال سالماسي
- بوران
- سيما مافيها

## مغنيات من أصلٍ إيراني
- لاله